# Sweet Maria
Mariya Sadanandan, aussi connue par son prénom de naissance Anil et surtout sous son surnom de Sweet Maria, est une ouvrière portuaire et activiste trans de Kerala. Elle est assassinée par égorgement le 10 mai 2012 dans le quartier de Tangasseri (en), à l'âge de 39 ans. Son corps est retrouvé couvert de piment en poudre, le ventre poignardé. Lors de la biennale de Kochi-Muziris de 2016, plusieurs artistes créent un mémorial éphémère intitulé Sweet Maria Monument, re-présenté dans diverses expositions par la suite. En mai 2018, les quatre suspects, des hommes d'une vingtaine d'années, sont acquittés en première instance.